# Colina del Castillo
La Colina del Castillo (en húngaro: Várhegy) es una colina situada en el Distrito I (Várkerület) de Budapest (Hungría). Geográficamente, está conectada con las Colinas de Buda y la Colina de la Rosa (Rózsadomb). En la cima de la colina se encuentra el Barrio del Castillo (Várnegyed), que contiene muchos monumentos alrededor del Castillo de Buda. Esta zona es una de las atracciones turísticas más populares de la ciudad, y se puede acceder a ella en autobús y en funicular (Budavári sikló).

## Descripción
La colina tiene una altura de 175 metros sobre el nivel del mar y se encuentra en la orilla derecha del Danubio, como parte de las Colinas de Buda, entre la Colina Gellért y la Colina de la Rosa. Tiene una longitud de aproximadamente 1.5 kilómetros y una anchura de unos 400 metros. Se puede acceder a ella en funicular desde el río y en autobús desde el centro de la ciudad. La colina está compuesta principalmente de marga. Durante el Pleistoceno, se depositó sobre ella una capa de travertino de entre 4 y 10 metros de grosor, que la protege de la erosión. Sus manantiales de agua dulce formaron las cavidades de la Cueva del Castillo de Buda.
El Barrio del Castillo (Várnegyed) designa la zona situada dentro de las murallas y baluartes del complejo del Castillo de Buda, que se corresponde con la ciudad real medieval de Buda. Es la parte más antigua de Budapest y el centro del barrio se encuentra entre el Palacio Real y la iglesia de Matías.

## Historia

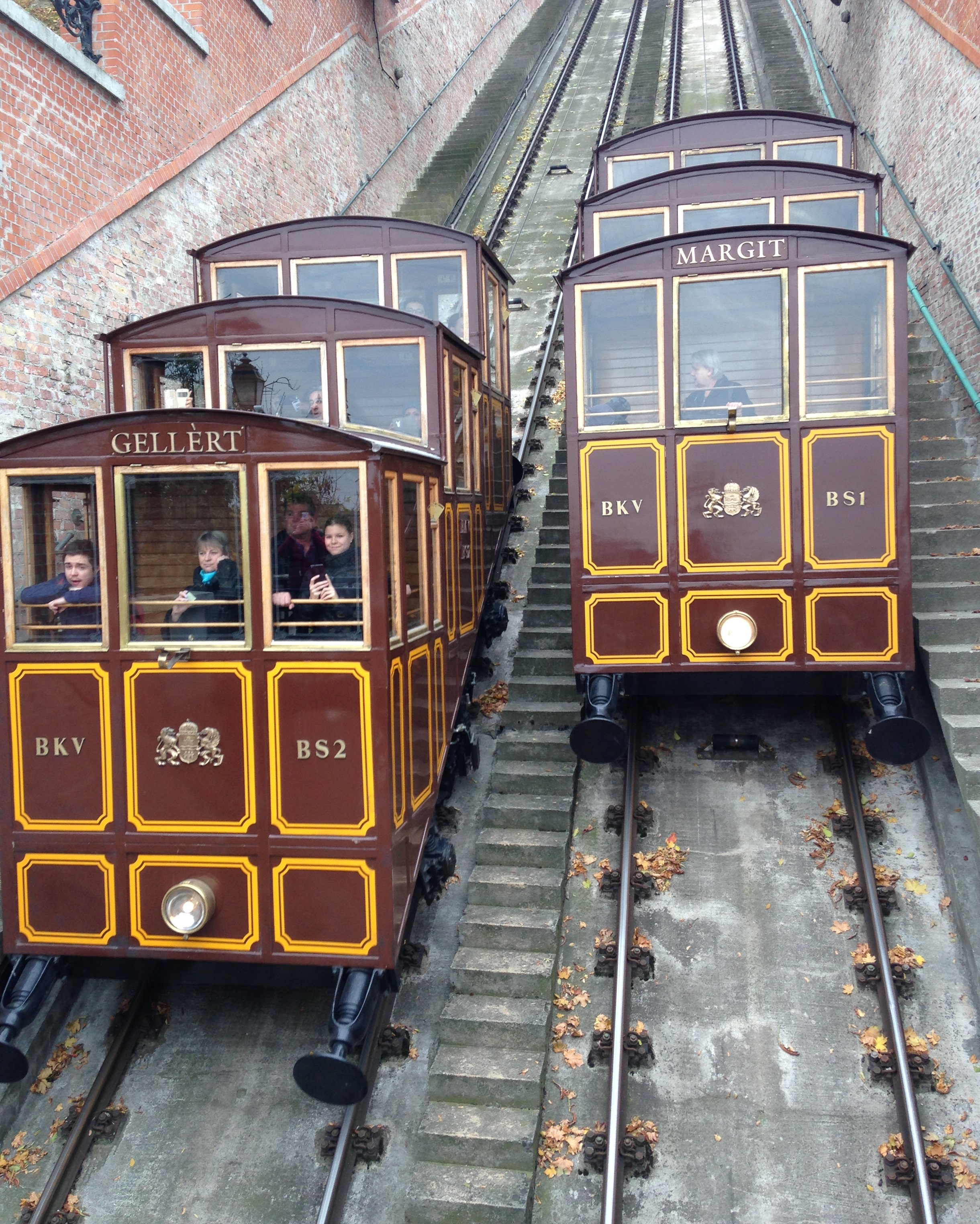
El funicular de Budapest.

Todos los reyes de Hungría han añadido algo a la fortaleza o al palacio. Bela IV de Hungría construyó la primera fortificación en la Colina del Castillo entre 1247 y 1265, tras la primera invasión mongola de Hungría en 1242. Bela IV rodeó con murallas fortificadas el asentamiento, que creció con húngaros y alemanes, y construyó el primer palacio real.
Durante la primera mitad del siglo xiv se construyó la Torre de Esteban, llamada así en honor a Esteban de Anjou, hijo de Carlos I. Luis, el hermano del príncipe Esteban, que posteriormente se convirtió en el rey Luis I, trasladó su capital de Visegrád a Buda en 1347 y empezó la construcción del palacio real y su sistema defensivo, que duraría dos siglos. Los edificios de Luis I estaban situados al norte de la Torre de Esteban, y su palacio tenía vistas del Danubio.
Cuando era el emperador del Sacro Imperio Romano Germánico, Segismundo amplió el palacio y reforzó sus fortificaciones. La construcción del Palacio Fresco (Friss-palota) empezó en la década de 1410 y estaba prácticamente terminada en la década de 1420, aunque continuaron algunas obras menores hasta la muerte de Segismundo en 1437.
En 1458, Matías Corvino lideró la última fase de actividad constructiva a gran escala en la colina. Durante las primeras décadas de su reinado terminó las obras del palacio gótico y de la capilla real. El sucesor de Matías, Vladislao II, continuó la construcción del Palacio de Matías. Bajo el dominio otomano, el palacio cayó en ruinas. El palacio medieval fue destruido en el gran sitio de 1686, cuando Buda fue capturada por las fuerzas aliadas cristianas.
Tras la expulsión de los otomanos, empezó la reconstrucción del castillo, que se prolongaría durante los siguientes ciento cincuenta años. Las obras se aceleraron durante el reinado de la emperatriz María Teresa por petición de la nobleza húngara. Después del Compromiso austrohúngaro de 1867, había la necesidad de un palacio real representativo en Buda. En 1881, se le encargó al arquitecto Miklós Ybl que reconstruyera el palacio.

## Galería de imágenes

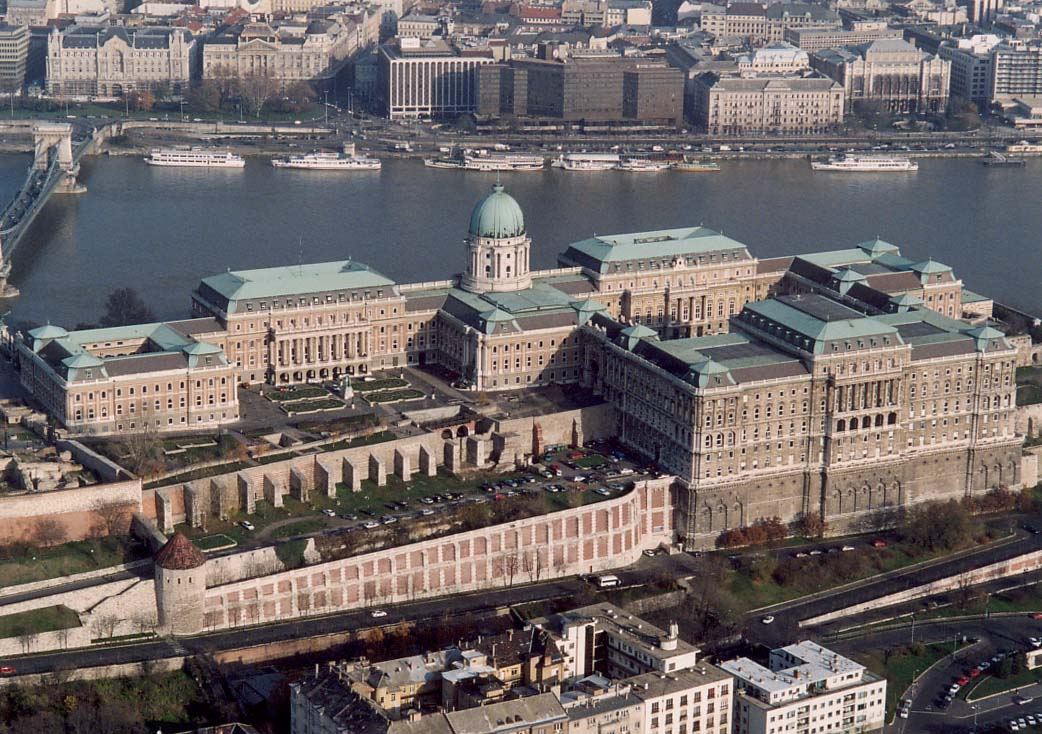
El Castillo de Buda.
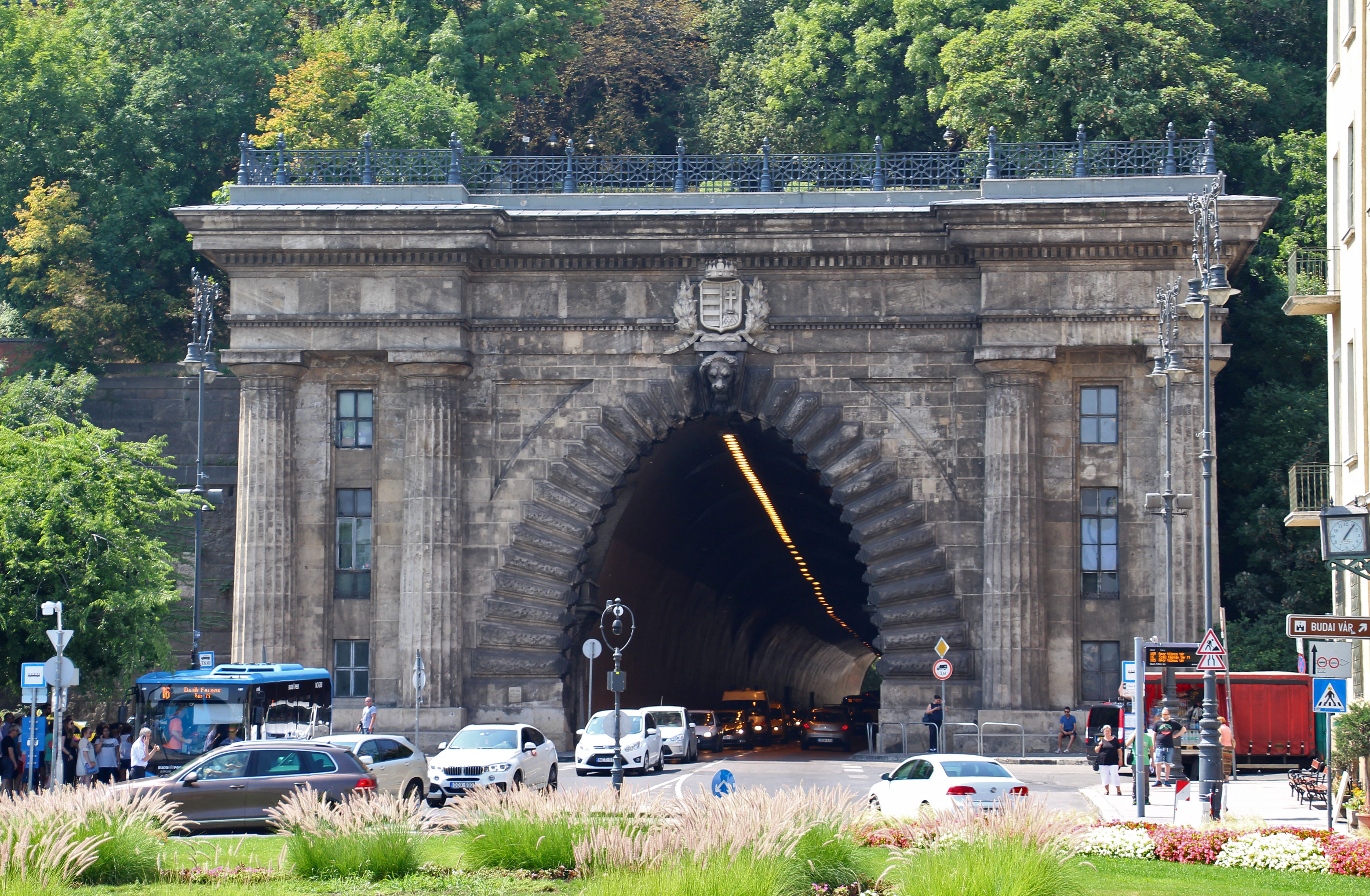
El Túnel del Castillo de Buda.
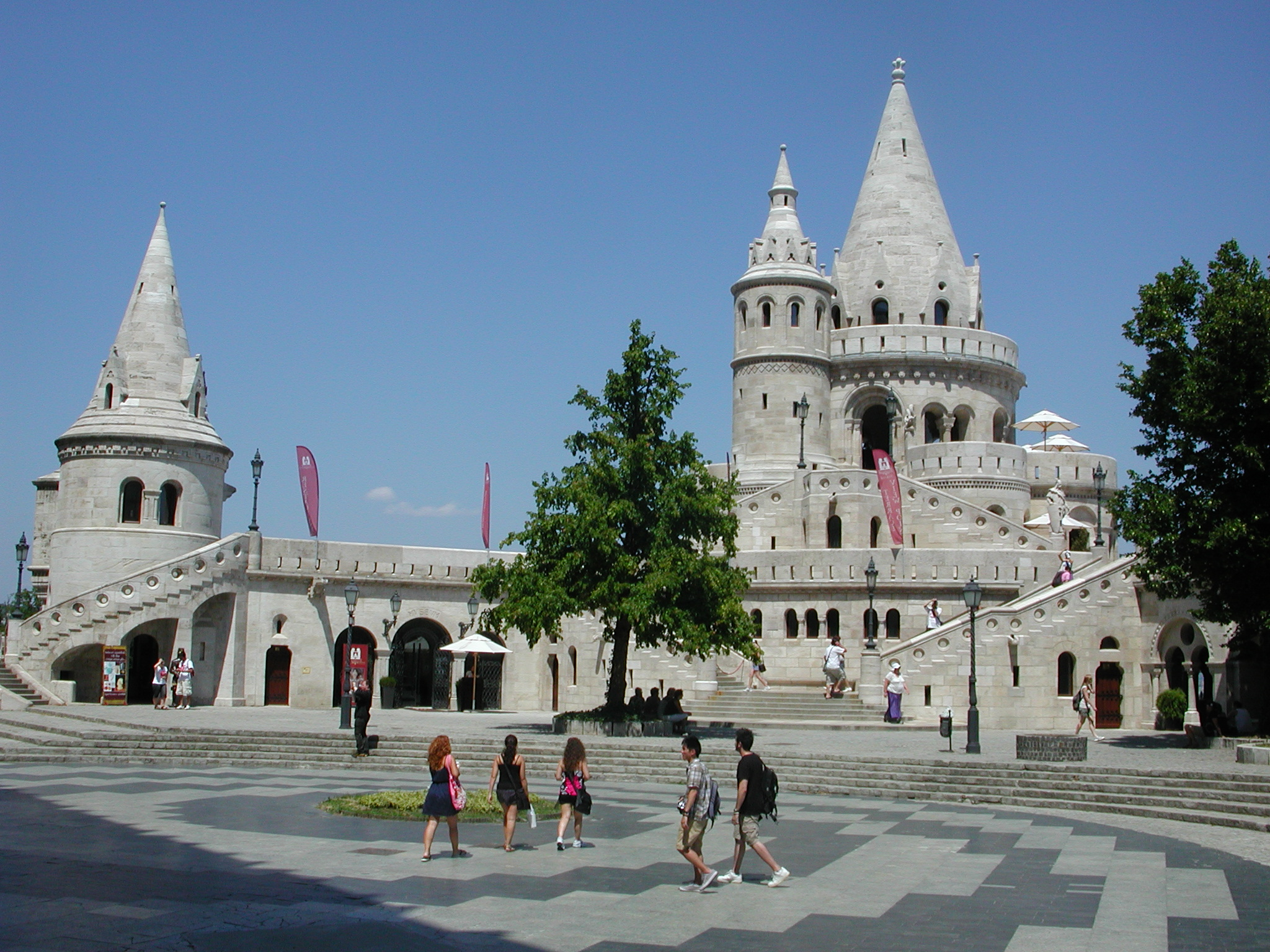
El Bastión de los Pescadores.
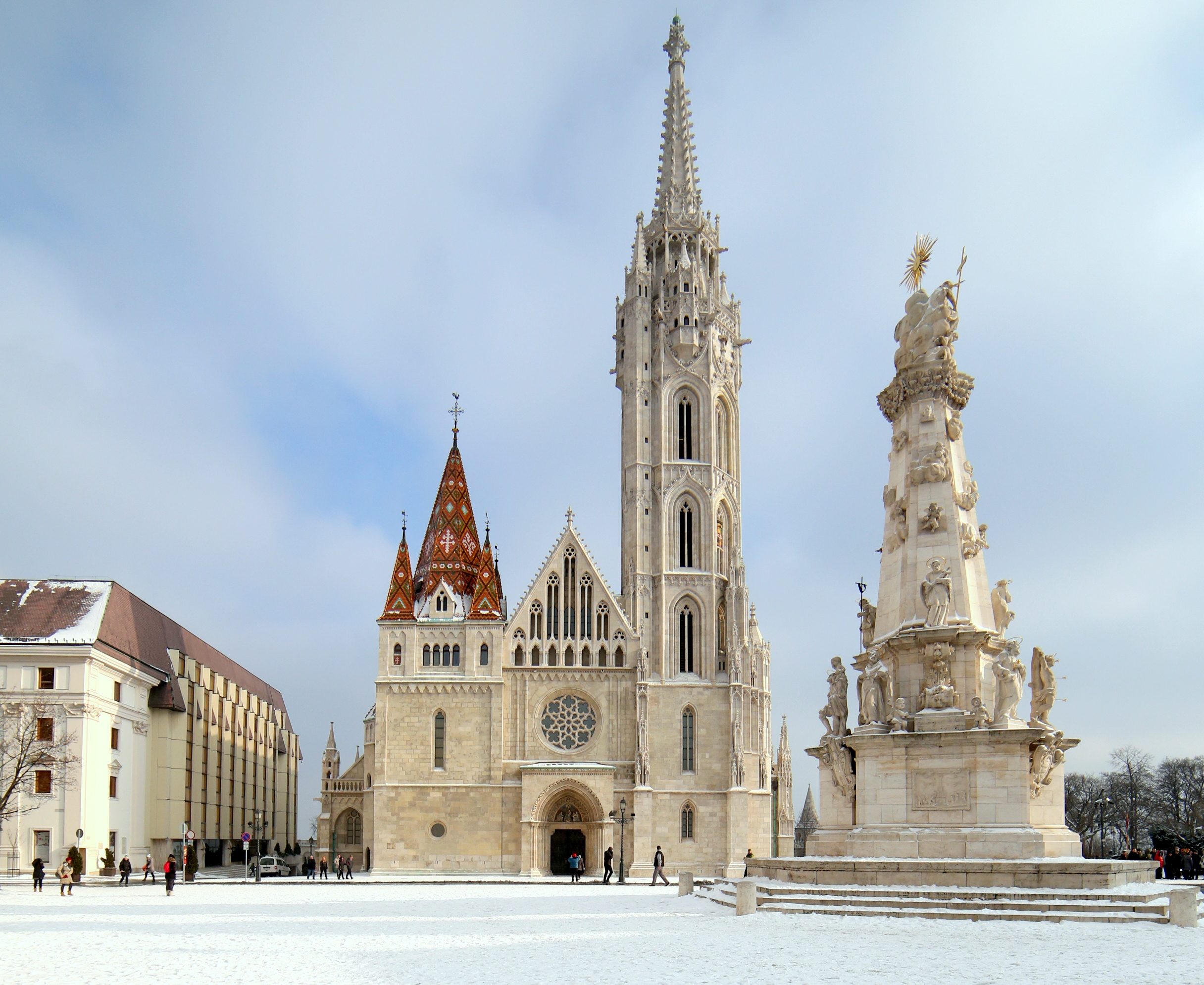
La Iglesia de Matías.